# James Hunt (Segler)
James Hawley „Jim“ Hunt (* 25. Juli 1936 in Boston) ist ein ehemaliger US-amerikanischer Segler.

## Erfolge
James Hunt nahm in der 5,5-Meter-Klasse an den Olympischen Spielen 1960 in Rom teil. Wie David Smith war er dabei Crewmitglied der Minotaur unter Skipper George O’Day. Sie gewannen drei von insgesamt sieben Wettfahrten der Regatta und belegten darüber hinaus bei einem Streichergebnis jeweils einen zweiten, dritten und vierten Platz, sodass sie mit 6900 Gesamtpunkten den Wettbewerb vor dem dänischen Boot Web II von William Berntsen und der vom Schweizer Henri Copponex angeführten Ballerina IV auf dem ersten Platz beendeten und somit Olympiasieger wurden. 1968 wurde er nordamerikanischer Meister.
Hunt absolvierte ein Studium am Middlebury College, für das er auch an Segelwettbewerben teilnahm. Im Verlauf seines Arbeitslebens war er unter anderem Präsident eines Segelbootbauunternehmens in Tampa.